# Tuberocephalus higansakure
Tuberocephalus higansakure är en insektsart. Tuberocephalus higansakure ingår i släktet Tuberocephalus och familjen långrörsbladlöss.

## Underarter
Arten delas in i följande underarter:
- T. h. higansakure
- T. h. hainnevilleae